# Marae
Als Marae (Synonyme: malae, mala'e, ma'ae, meae, Marai (James Cook)) bezeichnet man in den polynesischen Kulturen ein zeremoniellen Zwecken vorbehaltenes, abgegrenztes Areal. In Ostpolynesien stellt sich die Zeremonialstätte als architektonische, auf einigen Inseln sogar als monumentale Tempelanlage dar. Meist ist es ein rechteckiger, eingefriedeter Platz, an dessen Ende sich eine steinverkleidete Plattform, auf manchen Inseln mit Statuen, erhebt. Das Marae-Konzept kommt im gesamten Polynesischen Dreieck vor, von Neuseeland im Westen bis zur Osterinsel im Osten, von Hawaii im Norden bis zu den Austral-Inseln im Süden. Fußend auf einem gemeinsamen Grundkonzept hat die autarke Entwicklung der polynesischen Archipele über die Jahrhunderte der Besiedlung allerdings zu einer Vielzahl unterschiedlicher Varianten mit eigenständigen Ausdrucksformen geführt.

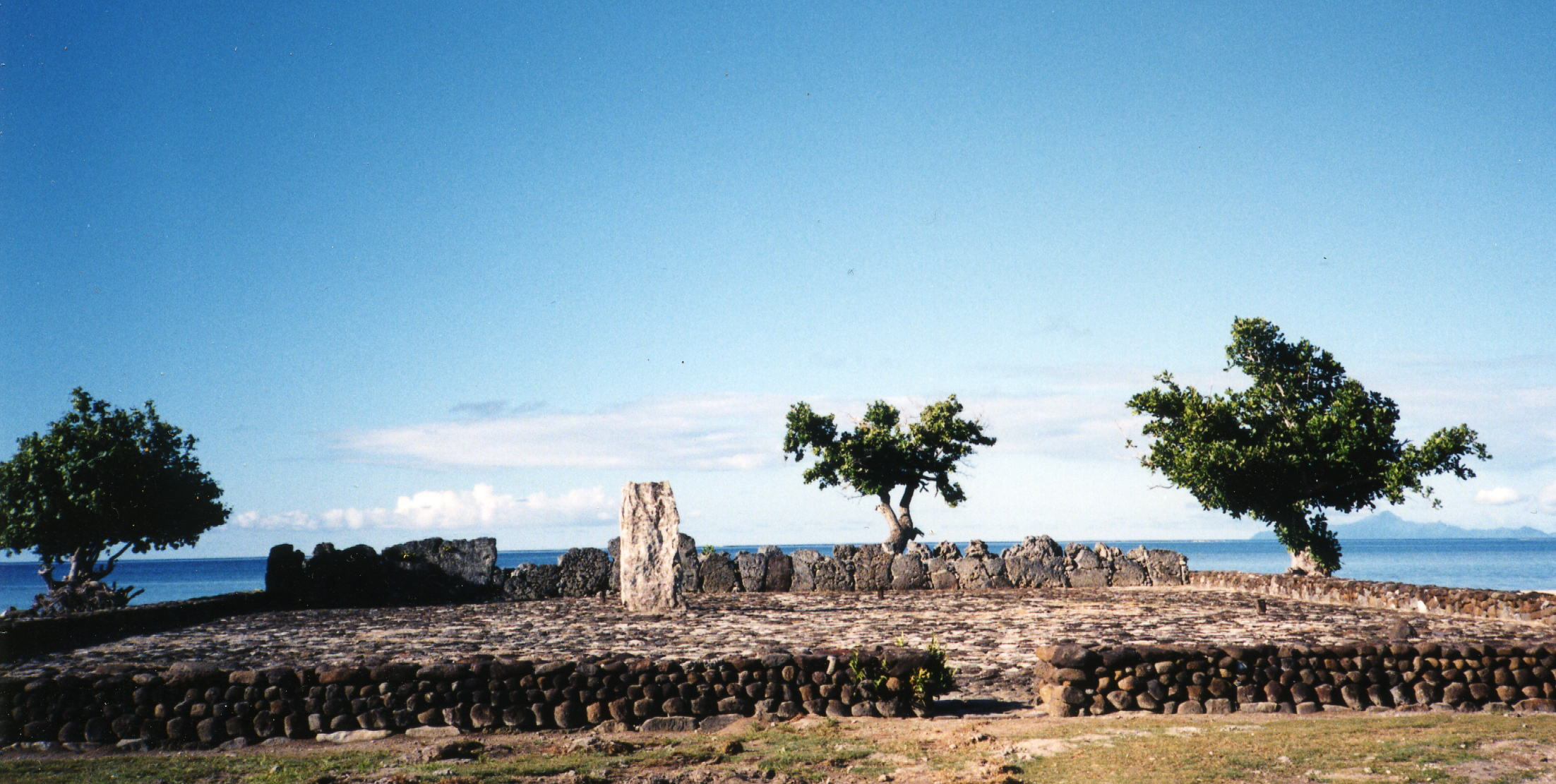
Marae Taputapuatea auf der Insel Raiatea

## Ursprung und Entwicklung
Einen eingefriedeten, heiligen Bezirk (griechisch: Temenos) als religiöses Zentrum der menschlichen Ansiedlung findet man nahezu in allen Kulturen der Welt, ob in Ägypten, im antiken Griechenland, in Mesopotamien, China, Südostasien oder in Mittel- und Südamerika. Das Grundschema folgt einem überall gleichen Prinzip:
1. Aufweg oder Zuweg,
2. Umgrenzung und
3. Erhebung.

Dennoch sind es – und das sei ausdrücklich betont – autarke, voneinander völlig unabhängige Parallelentwicklungen.
In Polynesien hat das Marae-Konzept einen einzigartigen Ursprung: die Rückenstütze eines Ehrensitzes.:67 Ausgangspunkt der Entwicklung war der Kult- oder Versammlungsplatz einer Ansiedlung, ursprünglich nicht mehr als ein von Bewuchs befreites und geebnetes Areal. Der Sitzplatz des Häuptlings war mit einer senkrecht stehenden, großen Steintafel (Orthostat) markiert, an die sich der Stammesführer anlehnen konnte. Flankiert wurde dieser „Thron“ später von weiteren, in der Regel niedrigeren Stützen für die übrigen Notabeln. Der nächste Entwicklungsschritt zur Darstellung des gesellschaftlichen Ranges war die Erhöhung der Sitze durch Erdhügel, die später in einer gemeinsamen Wurt zusammengefasst wurden. Als weiteren Schritt errichtete man zur Abgrenzung des der Stammeselite vorbehaltenen heiligen Bezirkes eine Grenzmarkierung (griechisch: Peribolos), zum Beispiel mit weißen Markierungssteinen oder als Erdwall. Eine solch ursprüngliche Form des Marae findet man noch auf einigen Inseln des Tuamotu-Archipeles.
Die spätere architektonische Darstellung der Erhebung als ein- oder sogar mehrstufige Plattform (ahu) in kunstvoll ausgeführtem Mauerwerk war lediglich eine konsequente Weiterentwicklung. Monumentale Beispiele kann man heute noch auf Tahiti oder Hiva Oa sehen.
Die Sitzlehne erhielt auf einigen Inseln eine anthropomorphe Form und entwickelte sich weiter zu den Steinstatuen der Gesellschaftsinseln, Hawaiis, der Marquesas, Pitcairns und der Australinseln, um schließlich ihren Kulminationspunkt (und gleichzeitig tragisches Ende) in den gigantischen Moai der Osterinsel zu finden. Dahinter stand das Prinzip, die Stammesführer und Gründerahnen auch dann, wenn sie nicht (mehr) körperlich anwesend waren, in einer ewig währenden Wächterfunktion darzustellen.:74
Ein zeremonieller Auf- oder Zuweg zur Zeremonialanlage ist heute archäologisch meist nicht mehr nachweisbar. Auf Raivavae wurde der stets zum Meer weisende Pfad sorgfältig gepflastert und mit senkrechten, bis zu 3 m hohen Orthostaten aus Korallengestein markiert.
Mit der Marae eng vergesellschaftet waren aus vergänglichen Materialien errichtete Häuser, die zeremoniellen Zwecken dienten, so zum Beispiel fare pupu (Versammlungshaus) und fare tahua (Residenz der Priester) auf den Gesellschaftsinseln oder ha'e toa (Haus der Krieger), ha'e patu tiki (Tätowierungshaus) und ha'e ko'o´ua (Altmännerhaus) auf den Marquesas.
Von einigen Pflanzen ist bekannt, dass sie mit dem Marae-Komplex assoziiert waren, so zum Beispiel vom Papiermaulbeerbaum (Brussonetia papyrifera), aus dessen Rinde unter aufwendigen Riten Tapa-Rindenbaststoff hergestellt wurde, um die hölzernen Götterbilder zu bekleiden, von der heiligen und glückverheißenden Ti-Pflanze (Cordyline terminalis) oder dem Miro-Baum (Thespesia populnea), der das Holz zum Schnitzen der Tiki spendete. Diese Gewächse findet man heute noch in der unmittelbaren Umgebung der historischen Zeremonialstätten.

## Zweckbestimmung
Die Marae war überall mit hoher spiritueller Kraft (Mana) und Unantastbarkeit (tapu) versehen und diente religiösen Zwecken, hatte aber auch Bedeutung als Symbol politischer Macht. Auf den Gesellschaftsinseln, aber auch auf einigen anderen Inseln Polynesiens war es üblich, das mana einer Marae weiterzureichen. Wurde eine neue Zeremonialplattform erbaut, entfernte man aus einer bereits bestehenden einen Eckstein und setzte diesen als „Grundstein“ in das neue Bauwerk ein.
Über die religiösen Zeremonien ist wenig bekannt, da die Riten, wenn überhaupt, nur mündlich überliefert sind und den frühen europäischen Besuchern weitgehend nicht zugänglich waren. Überliefert ist von Tahiti die Präsentation der Götterbildnisse, die in regelmäßigen Abständen in aufwendigen Zeremonien gewaschen und neu mit Tapa bekleidet wurden. Auf einigen Marae fanden Menschenopfer statt, James Cook war 1774 Zeuge eines solchen Opferrituales auf Tahiti. Die Marae war aber ebenso der Ort für soziale Akte der Aristokratie wie Ratsversammlungen, rituelle Feste, Tänze und Rezitationen überlieferter Gesänge, Ausrufung des Krieges oder die Inauguration eines Stammeshäuptlings.
Die Polynesier respektieren die alten Zeremonialstätten noch heute. Es würde beispielsweise keinem Polynesier einfallen, einen Stein an der Marae zu verrücken oder Abfall liegenzulassen. Auf Rarotonga werden die mittlerweile demokratisch gewählten Stammesführer (ariki) ganz traditionell auch heute noch auf der Marae in ihr Amt eingeführt.

## Spezifika der Inseln

### Marquesas

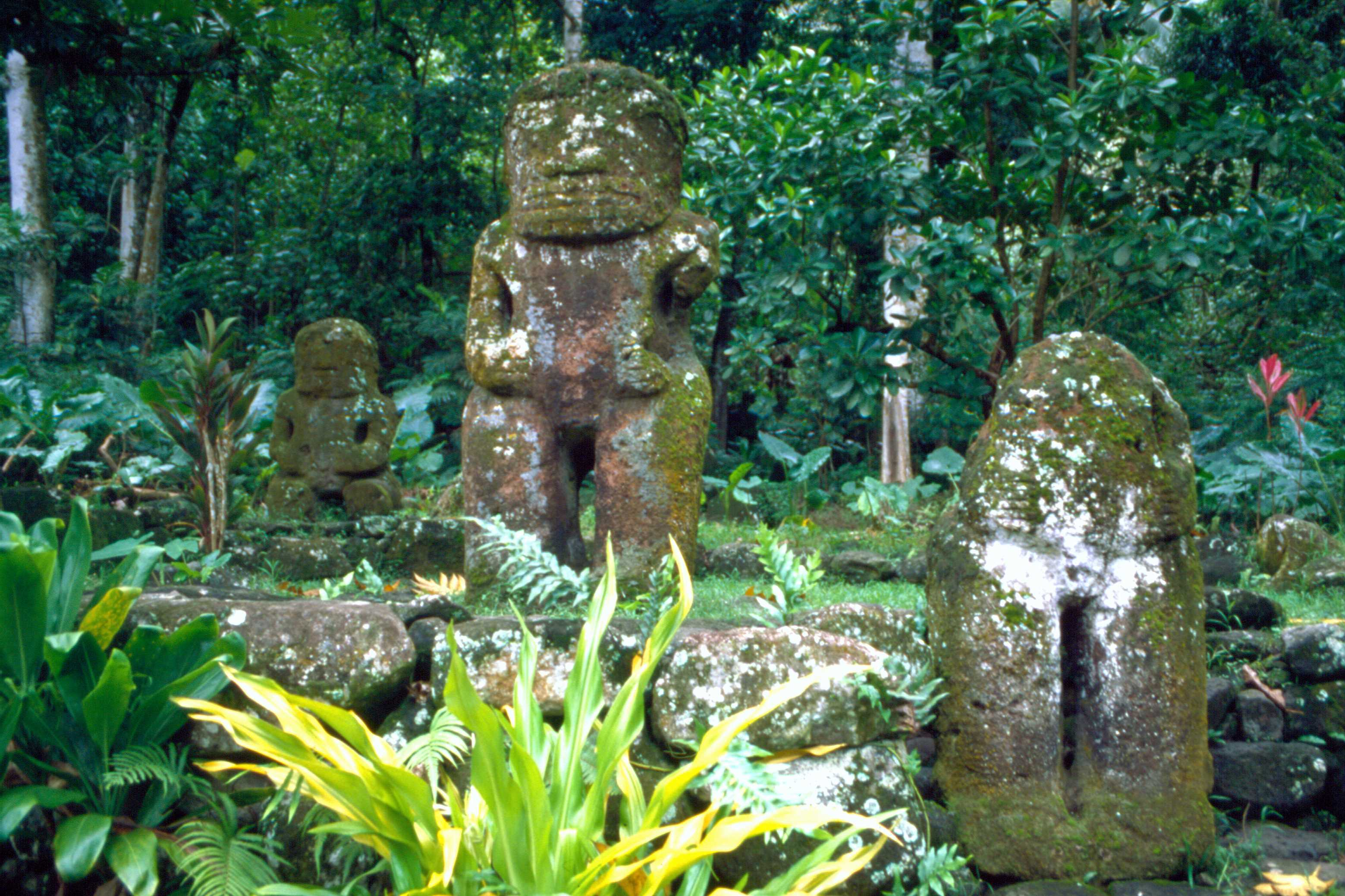
Steinstatuen auf der Marae Takii, Hiva Oa, Marquesas

Auf den Marquesas wird der Terminus me'ae für jeden heiligen Platz des Stammes benutzt. Auf Nuku Hiva und Ua Pou ist, wie auch auf der Osterinsel, die Bezeichnung ahu nicht nur für die Zeremonialplattform als Teil der Marae, sondern für die gesamte Anlage gebräuchlich. Die Marae der Marquesas lassen sich nach ihrer Zweckbestimmung in zwei Klassen einteilen: Marae für die Zeremonien des Stammes und Bestattungs-Marae. Die ersteren waren in den tohua, den zentralen Versammlungsplatz der Ansiedlung, integriert und als kunstvoll gebaute, nicht selten gestufte steinerne Plattformen angelegt. Als Eigentum der Stammeshäuptlinge dienten sie zur Ausrichtung der religiösen Zeremonien, die die großen Feste begleiteten. Nahrungsmittel wurden hier als Opfer oder Tribut präsentiert und bei einigen wichtigen Zeremonien gab es auch Menschenopfer. Manche Plattformen enthielten Gruben zur Aufbewahrung der Opferschädel. Auch heute noch sind die Anlagen oft von riesigen Banyanbäumen beschattet, in denen der Überlieferung nach die Geister wohnten.
Die Bestattungsmarae dienten der Präsentation der Leichname bedeutender Personen, die hier, in kostbare Tapa-Stücke gehüllt, bis zur Auflösung der Witterung ausgesetzt waren. Die verbleibenden Skelettteile wurden nach einiger Zeit zeremoniell gereinigt und in besonderen Begräbnishöhlen oder -gruben bestattet.
Auf den Plattformen – zumindest der bedeutenden Marae – standen Tikis, steinerne und wahrscheinlich auch hölzerne Abbilder der vergöttlichten, mythischen Vorfahren. Der größte erhaltene Marae der Marquesas, mit monumentalen, bis 2,5 m hohen Steintikis, liegt im Puamau-Tal auf der Insel Hiva Oa.

### Tonga

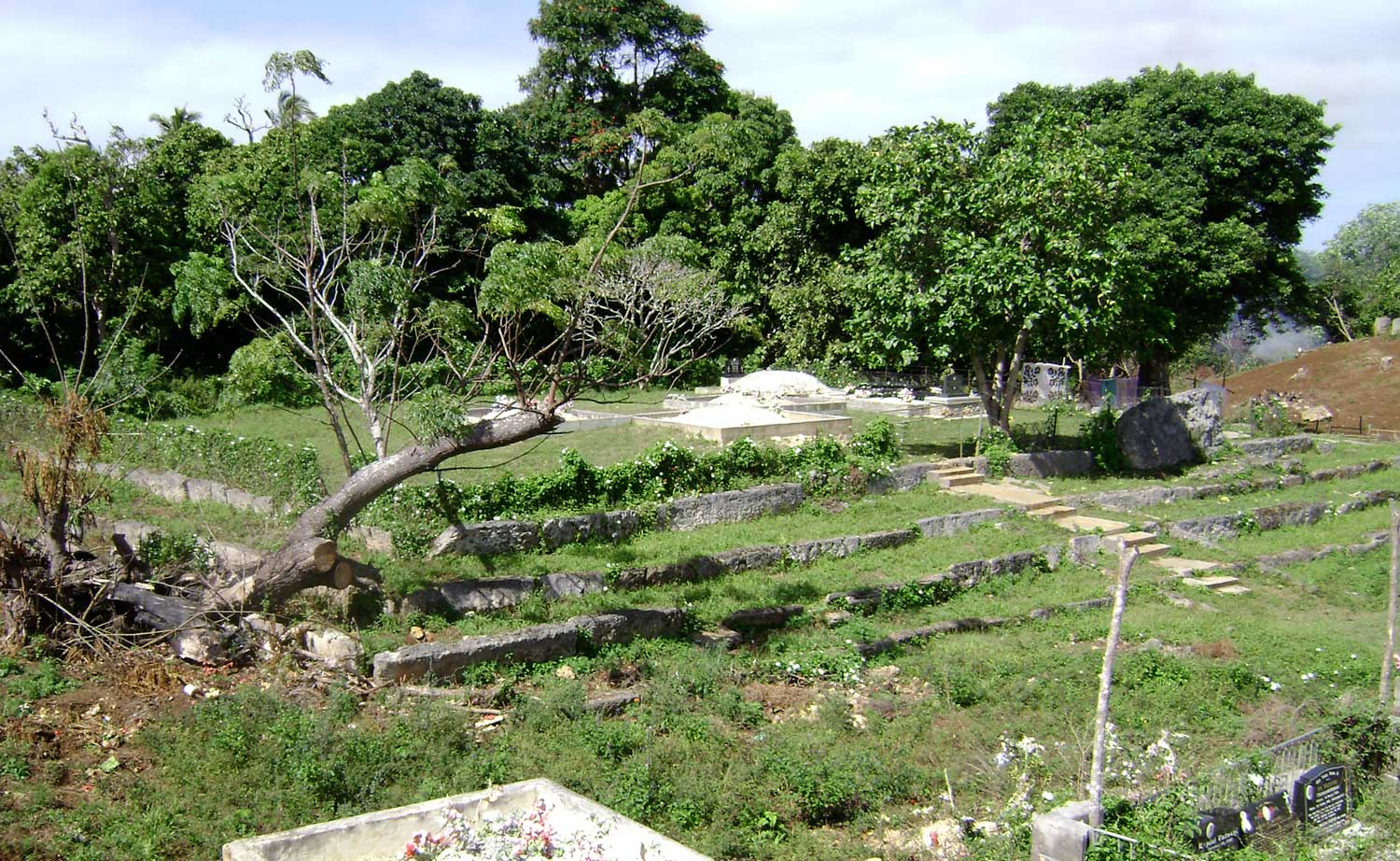
Langi Taetaea, königliches Grab auf Tongatapu

Auf Tongatapu, der Hauptinsel des Tonga-Archipeles, hat sich die Marae vollständig zu einer Grabstätte gewandelt und der Ahu zu einem steinverkleideten Grabhügel, eine Entwicklung, die etwa ab 1200 n. Chr. nachweisbar ist. Je nach gesellschaftlichem Rang des Bestatteten gibt es drei Formen:
1. tanuanga für die Angehörigen des einfachen Volkes, ein kleiner, niedriger Erd- oder Sandhügel
2. fa'itoka für Häuptlinge, ein Tumulus aus Sand oder Erde mit einer innen liegenden, sorgfältig gesetzten Grabkammer aus Hausteinen
3. langi für die Tu'i Tonga, die Könige von Tonga.

Das königliche Begräbnisfeld liegt bei Lapaha (heute das Dorf Mua) im Osten der Insel. Die von einem Graben umgebene Anlage hatte ursprünglich die Funktion einer Festung, eines geschützten Wohnplatzes für den Tu’i Tonga, entwickelte sich aber mit der Zeit zum geistig-politischen Zentrum des Königreiches.:227-229 Für die verstorbenen Herrscher errichtete man monumentale, oft mehrstufige steinerne Plattformen (langi), in denen der königliche Leichnam begraben wurde. Sie sind rechteckig und mit gewaltigen, bis zu 3 m hohen und 7,5 m langen Kalksteinplatten verkleidet, die aus dem naheliegenden Korallenriff geschnitten wurden. Der Höhepunkt der Entwicklung ist der dreistufige, vollständig in Stein ausgeführte Paepae-'o-tele'a, der im 16. Jahrhundert für den 29. Tu'i Tonga errichtet wurde.
Die Bestattung des königlichen Leichnams erfolgte in einer steinernen Kammer, direkt innerhalb der obersten Plattformebene. Über der Kammer errichtete man ein Totenhaus aus vergänglichen Materialien für die Bestattungszeremonien.:255

### Gesellschaftsinseln

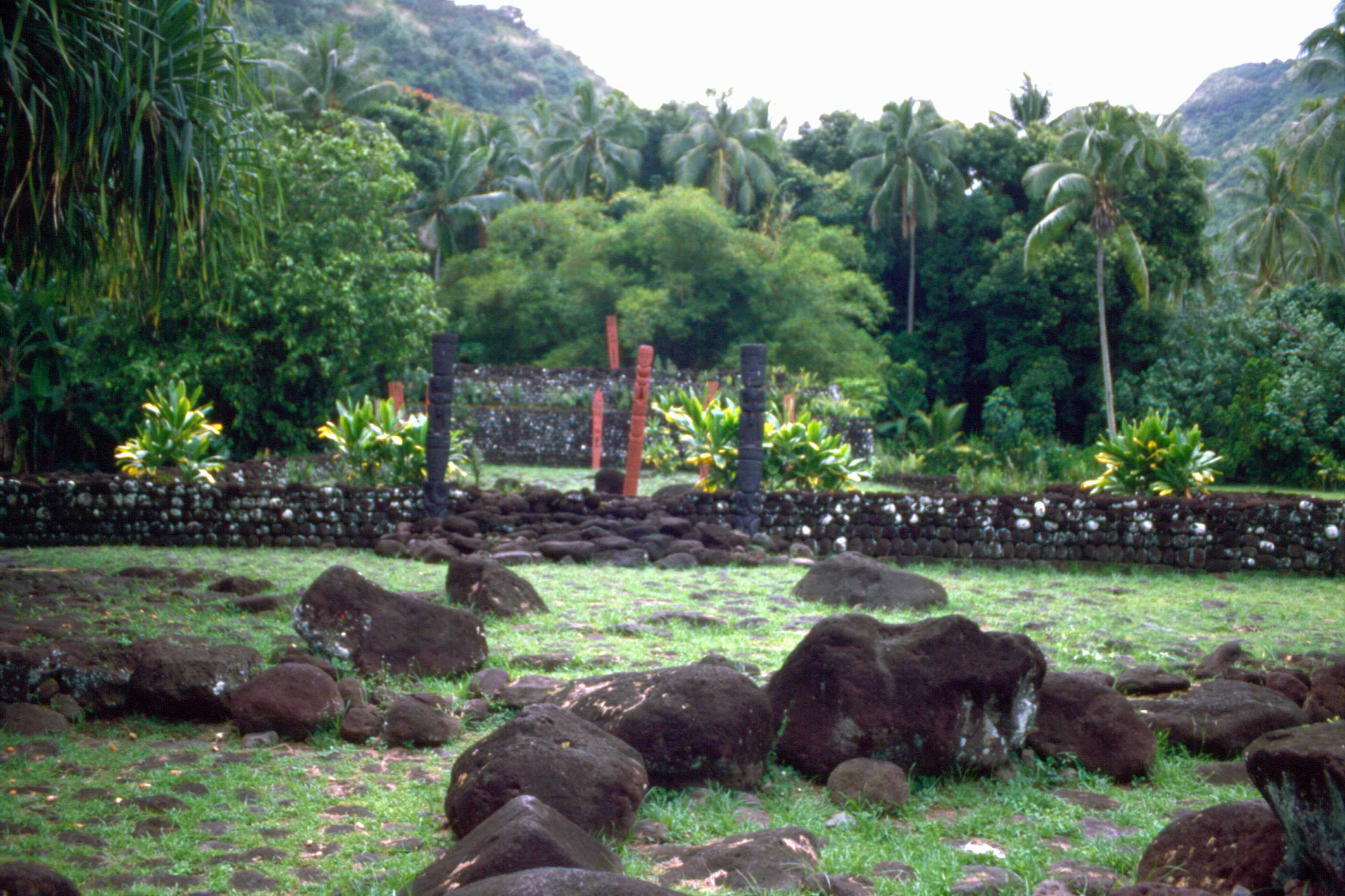
Marae im Arahurahu-Tal, Tahiti

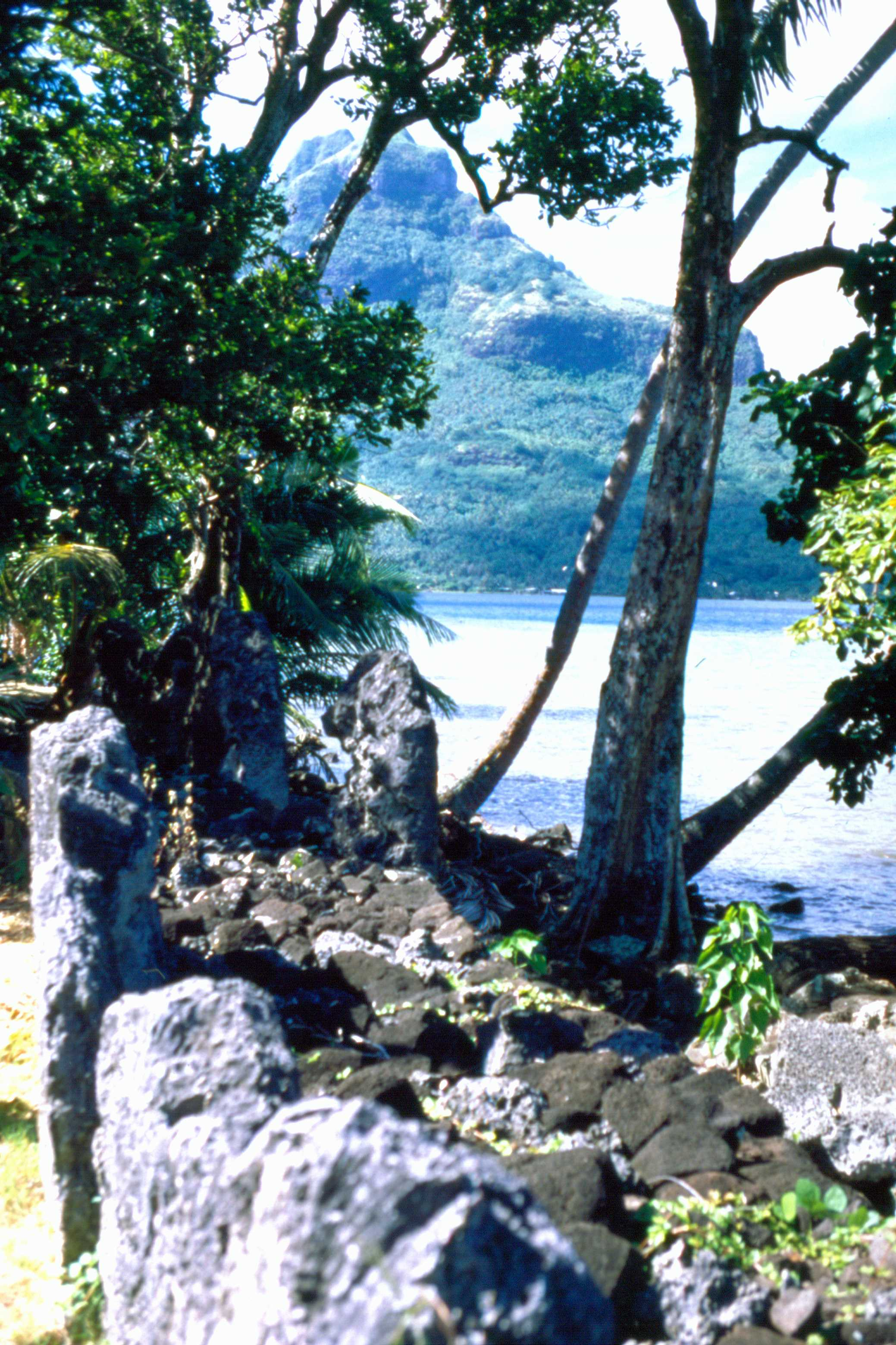
Marae Fare Opu auf Bora Bora, eine Küsten-Marae

Auf den Gesellschaftsinseln muss man unterscheiden zwischen den großen Küstenmarae, die unmittelbar am Meeressaum errichtet wurden (zum Beispiel die Marae Taputapuatea auf der Insel Raiatea) und den Binnenland-Marae (zum Beispiel die Marae Arahurahu auf Tahiti), die sich in den einstmals dicht besiedelten, steilen Tälern erhoben. Die Küstenmarae waren von nationaler Bedeutung und oft einer bestimmten Gottheit gewidmet, die Marae Taputapuatea zum Beispiel dem Kriegsgott Oro. Die Binnenlandmarae waren einem bestimmten Stamm oder Clan zugeordnet. Daneben gab es kleinere Marae (marae tupuna) – heilige Orte zur Verehrung der Vorfahren einer einzelnen Familie – sowie Marae für bestimmte Berufsgruppen, wie zum Beispiel: Fischer, Kanubauer oder Holzschnitzer.
Auf den Inseln über dem Winde (Tahiti, Moorea, Tetiaroa) bestand der Zeremonialplatz nicht mehr nur aus einer planierten und markierten Fläche, sondern er wurde mit einer massiven, steinernen Umfassungsmauer abgegrenzt. Später, möglicherweise zwischen 1000 und 1100 n. Chr., wurde der Raum zwischen den Hofumfassungsmauern aufgefüllt, damit war der erste Schritt in der Entwicklung zu einem Stufenbau eingeleitet. Die Fortentwicklung bestand im Zufügen weiterer Stufen, deren Mauerwerk aus sorgfältig zugerichteten, zapfenförmigen Hausteinen bestand, die ohne Mörtel aufeinandergeschichtet waren. Der Innenraum war mit Erde aufgefüllt. Der Höhepunkt dieser Entwicklung war Ende des 17. Jahrhunderts in der über 15 m hohen, zehnstufigen Marae Mahaiatea auf Tahiti-Nui erreicht, von der heute nur noch spärliche Überreste vorhanden sind.
Auf den Inseln unter dem Winde (Bora Bora, Huahine, Raiatea) hingegen war der Hof nicht ummauert, sondern nur markiert bzw. gepflastert. Der Ahu behielt die Gestalt einer langgezogenen rechteckigen Plattform, die mit senkrecht stehenden, riesigen Orthostaten aus Kalkstein eingefasst und mit Erde aufgefüllt war. Gelegentlich war auch die Oberfläche der Plattform gepflastert. Anstelle von senkrechten Steinplatten oder Steinfiguren standen, wie auf historischen Abbildungen zu erkennen ist, geschnitzte und wahrscheinlich auch farbig bemalte Holzplanken (unu) auf dem Ahu. Diese Unu-Planken stellten Rückenstützen für die Gottheiten dar, deren hölzerne Abbilder (to’o) während der Zeremonien auf der Plattform präsentiert wurden.:78

### Hawaii

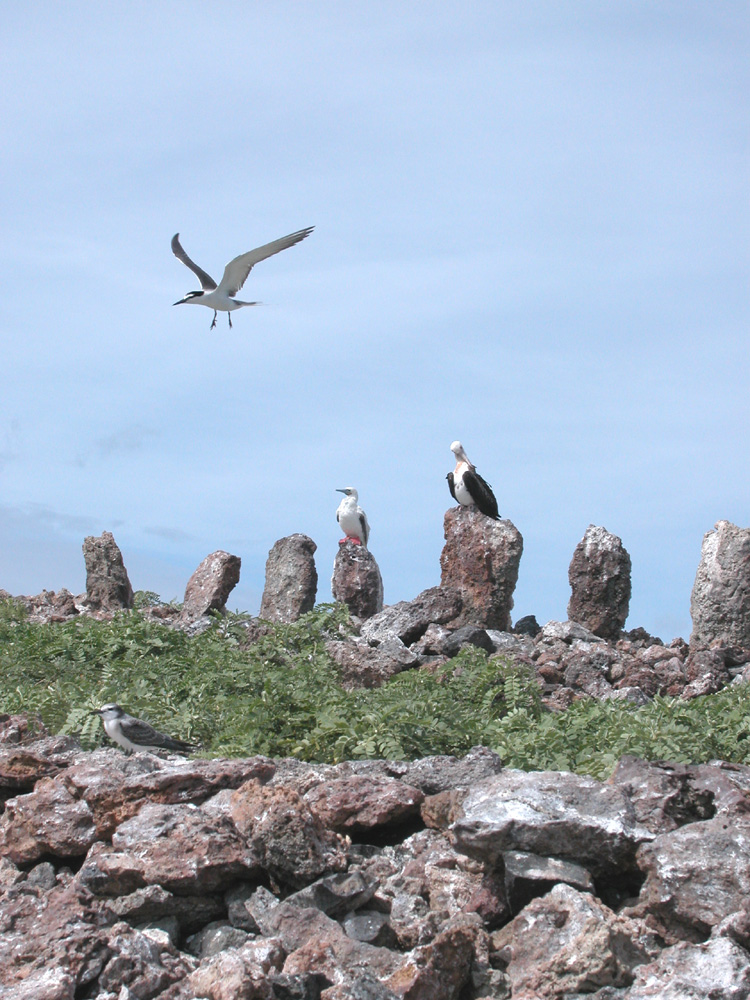
Marae auf der Neckerinsel

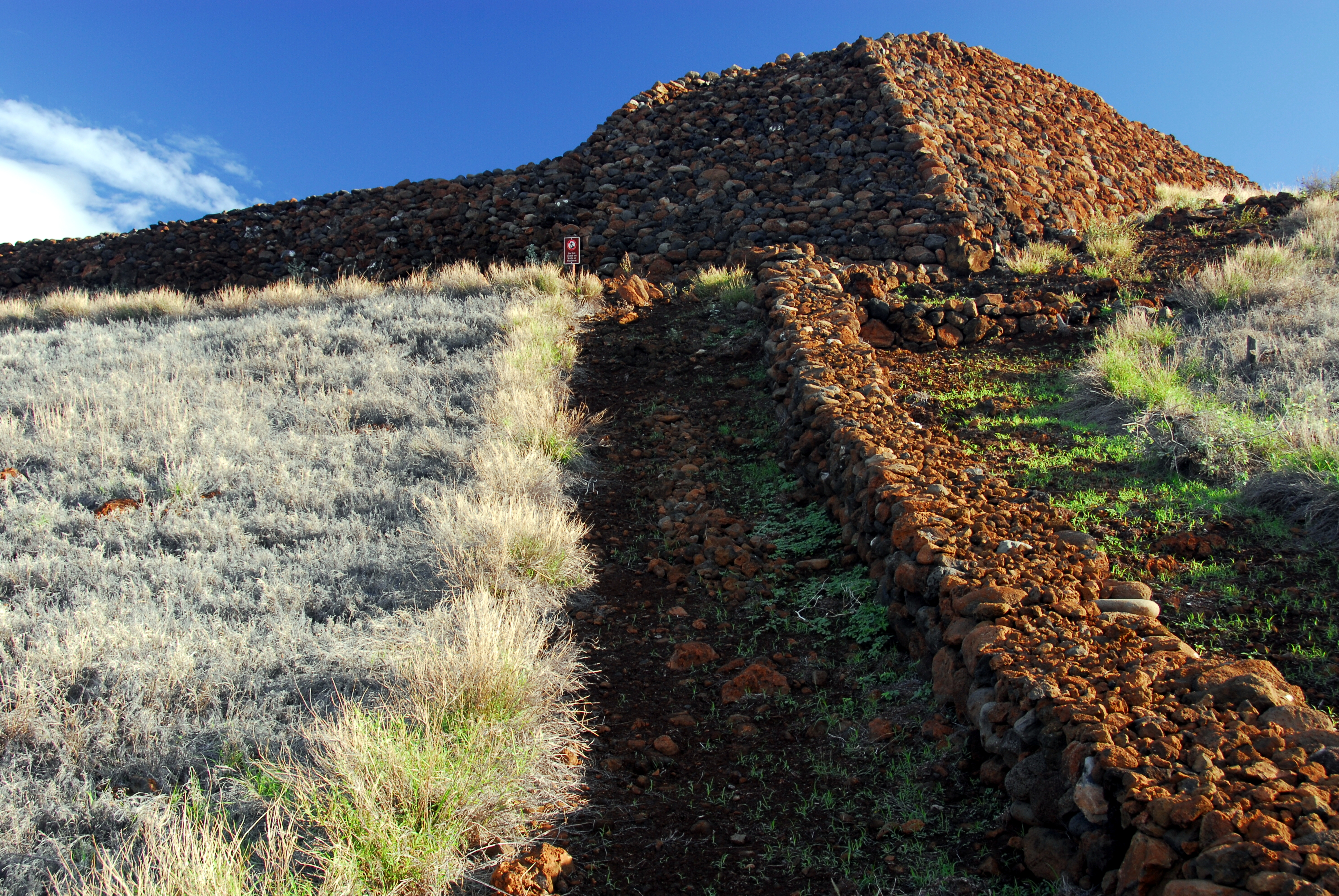
Pu’ukohola Heiau auf Hawaii (Big Island)

Auf dem Hawaii-Archipel ist der Name heiau für die Zeremonialstätte gebräuchlich, die sich in ihrer Grundform an das in ganz Polynesien gebräuchliche Schema für die Marae anlehnt. Die Reste einer solch ursprünglichen Marae, bestehend aus einem offenen Hof und einer einfachen Plattform mit Orthostaten, befinden sich noch auf dem heute unbewohnten Necker Island im äußersten Nordwesten des Archipels. Die Stammesgesellschaft dieser kleinen, felsigen und ressourcenarmen Insel verharrte auf einer sozial wenig entwickelten Stufe, sodass auch die Kultbauten ihren ursprünglichen Charakter bewahrt haben.
Heiau wurden, ähnlich wie die Ahu der Osterinsel, über Generationen um- und ausgebaut, dabei wurde sowohl das Areal erweitert, als auch die Architektur anspruchsvoller. Beim Kane’aki-Heiau auf der Insel Oʻahu sind sechs Baustufen mit einer Erweiterung von ursprünglich 400 m² auf 1.010 m² archäologisch nachzuweisen.:251-252 Eine bedeutende Innovation war, etwa ab 1200 n. Chr., die Umgrenzung des Areales mit massiven Steinmauern.:296 Dies diente der Abgrenzung einer inneren Zone, die alleine einem exklusiven Zirkel um den Stammeshäuptling vorbehalten war. Der Legende nach führte Häuptling Paao, angeblich ein Zuwanderer aus Tahiti, die Ummauerung des Zeremonialhofes auf dem Hawaii-Archipel ein. Der genealogischen Rückrechnung nach müsste dies im 13. Jahrhundert gewesen sein.:86   Tatsächlich sind auch die Marae von Tahiti mit massiven Steinmauern umgeben, insoweit bestätigen die archäologischen Befunde die Legende.
Eine Besonderheit der Heiau von Hawaii ist die innere Unterteilung des Zeremonialhofes mit (niedrigeren) Steinmauern in unterschiedlich große Zonen, eine Entwicklung, die ab dem 17. Jahrhundert, kurz vor dem europäischen Kontakt, nachweisbar ist.:251 In diese Zeit fällt auch die Differenzierung in lokale Tempelanlagen für einen bestimmten, landwirtschaftlich genutzten und besiedelten Bezirk und in wesentlich größere Anlagen (luakini), die mit den Königen assoziiert und oft einem bestimmten Gott gewidmet waren.:296 Die Heiau dienten selbst nicht als Begräbnisstätten. Die Überreste bedeutender Häuptlinge wurden in einer separaten kleinen Begräbnisplattform (hale-o-keawe) nahebei beigesetzt.

### Osterinsel

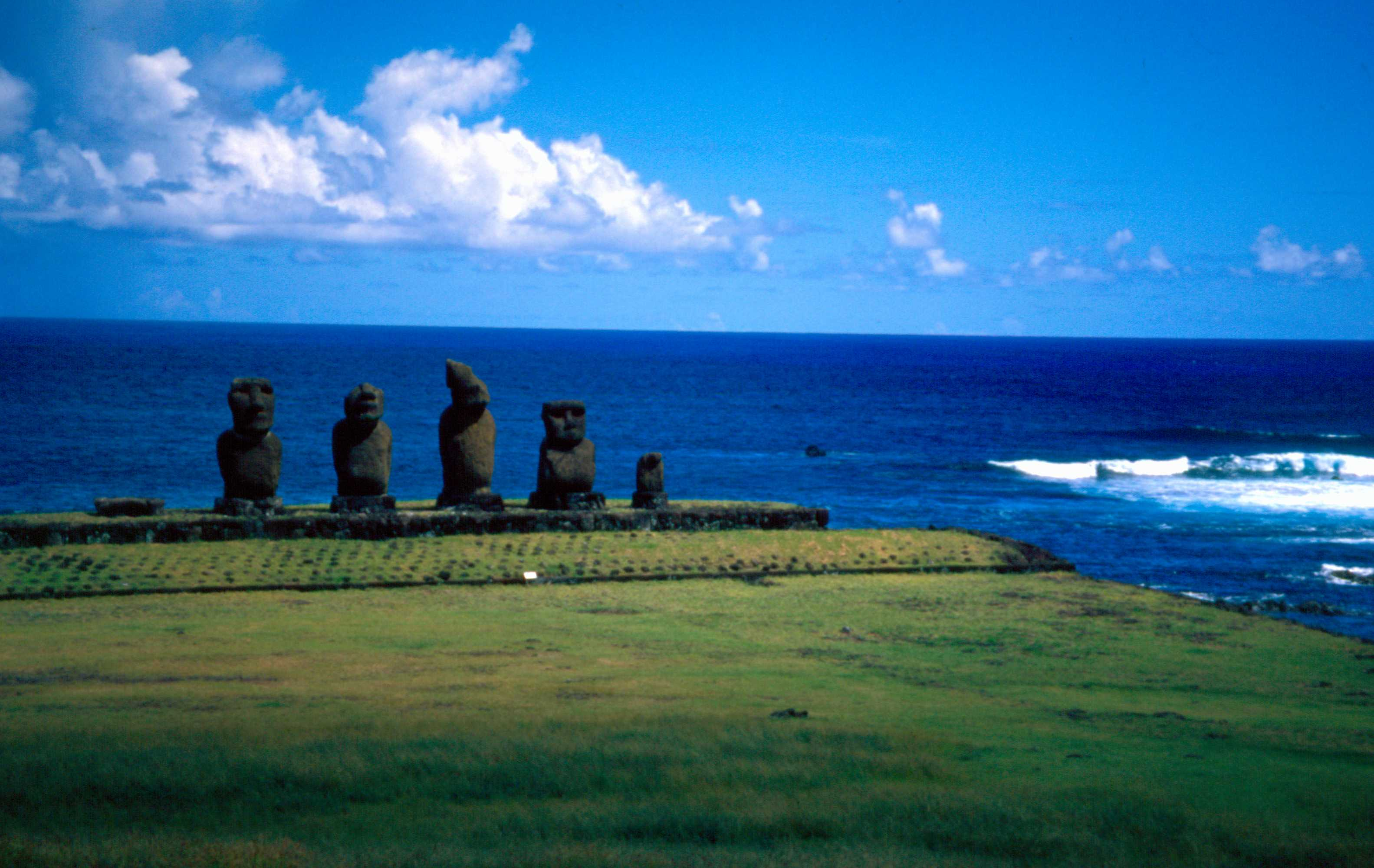
Ahu Tahiri auf der Osterinsel mit Vorplatz, Rampe, Plattform und Statuen

Auf der Osterinsel wird die Bezeichnung Ahu nicht nur für die erhöhte, steinerne Plattform als solche, sondern für die gesamte Zeremonialanlage verwendet. Der Ahu der klassischen Osterinselkultur bestand in der Regel aus einer kunstvoll aufgeschichteten, steinernen Plattform in Megalithbauweise, mit monumentalen Steinstatuen (Moai), zu der eine angeschrägte Rampe führte sowie einer geebneten, rechteckigen Fläche als Vorplatz für rituelle Feste. Frühformen – Plattformen ohne Statuen – sind archäologisch nachweisbar. In der Spätzeit, in der Zeit des Kulturverfalls vor der europäischen Entdeckung, trat eine Rückentwicklung ein. Der Ahu wurde mit unbearbeiteten, in der Umgebung aufgelesenen Steinen pyramidenförmig erhöht und als Ossuarium verwendet.

### Neuseeland

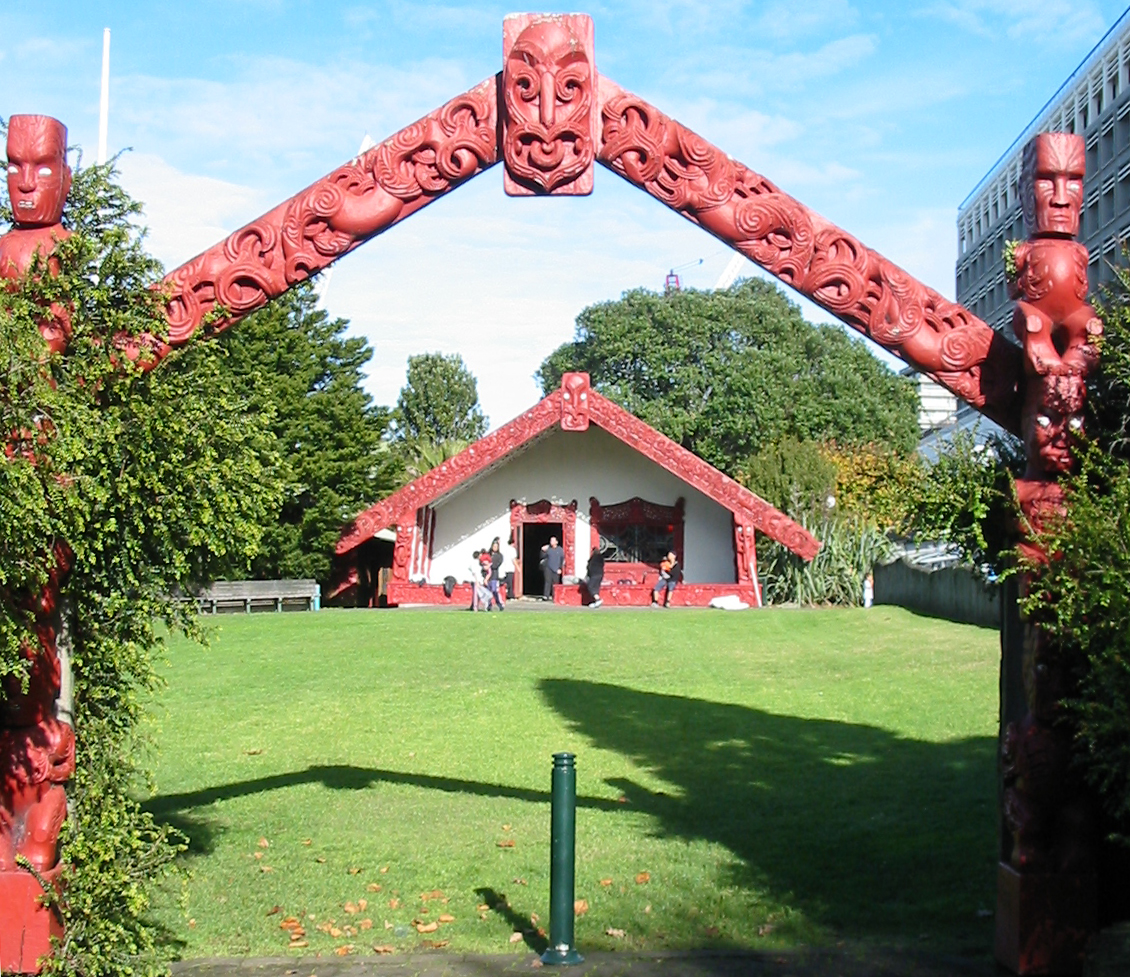
Waipapa Marae, Auckland, Neuseeland

Der Marae in Neuseeland verharrte in seiner ursprünglichsten Form, nämlich als geebneter, abgegrenzter Platz. Ummauerung und Plattform (ahu) als architektonische Elemente haben sich nicht entwickelt. Bedeutendere Anlagen sind allerdings mit Zeremonialhäusern vergesellschaftet, so zum Beispiel mit Wharenui (Versammlungshaus, wörtlich: großes Haus) und wharekai (Speisehaus). Obwohl der Begriff Marae (genauer: marae ātea) in Neuseeland eigentlich nur den umgrenzten, unbebauten Bereich unmittelbar vor dem Wharenui bezeichnet, wird er inzwischen synonym für das gesamte, zeremoniellen Zwecken dienende Areal gebraucht.
Die meisten Stämme (Iwi), Unterstämme (Hapū) und auch kleinere Māori-Gemeinschaften haben auch heute noch ihren eigenen Marae, an denen zeremonielle Begrüßungen, Reden und zahlreiche kulturelle Aktivitäten stattfinden. Auch einige christliche Kirchen unterhalten mittlerweile eigene Marae, auf denen der Gottesdienst gefeiert wird.
Mit der Renaissance der ursprünglichen Māori-Kultur in den letzten Jahren wurden zunehmend Marae an Bildungseinrichtungen, Schulen und Universitäten in Neuseeland errichtet. Dies ist zum einen ein Zeichen für religiöse Toleranz und den Respekt vor Minderheiten, andererseits können Schüler und Studenten auf diese Weise die traditionelle Māori-Kultur kennenlernen. Mitunter werden die Marae auch für offizielle Zeremonien der Schulen benutzt. An der University of Auckland zum Beispiel werden hier die neuen Studenten begrüßt und alle neuen Mitarbeiter in ihr Amt eingeführt.

### Tuamotu-Inseln
Marae gibt es auf fast allen bewohnten Inseln des Tuamotu-Archipels, obwohl die heute noch sichtbaren Relikte meist spärlich sind. Das liegt einerseits an den geografischen Gegebenheiten, die flachen Inseln werden regelmäßig von Zyklonen und Tsunamis verheert, andererseits aber auch am Wirken der Missionare. Nicht selten verfielen die Anlagen, wurden zerstört und von Kirchen überbaut (Takaroa, Vahitahi).
Die Konstruktion der Zeremonialstätten ist – im Gegensatz zum Beispiel zu den Marquesas oder der Osterinsel – auf einem recht archaischen Entwicklungsstand verharrt. In der Regel besteht ein Marae der Tuamotus aus einem rechteckigen, geebneten Platz, der sich mit niedrigen Erdwällen oder Korallenblöcken von der profanen Umgebung abgrenzt. Am Ende befindet sich eine aus Korallenplatten oder -blöcken errichtete, rechteckige Plattform. Deren Schalenmauerwerk ist aus grob zugerichteten oder nicht bearbeiteten Steinen gebaut und mit Geröll und Sand aufgefüllt. Auf einigen Inseln hat man auf der Plattform große Orthostaten aufgerichtet, die in der Füllung verankert sind. Meist sind es flache, senkrecht stehende Kalksteinplatten, die gelegentlich anthropomorphe Formen andeuten (z. B. Marae Ramapohia auf Fangatau). Sie haben die Funktion von Ehrensitzen für die Götter.:19 Monumentale Bildwerke sind auf den Tuamotus unbekannt. Gegenüber der Zeremonialplattform – und frontal dazu ausgerichtet – steht in der Regel ein steinerner Sitz mit einer bis zu 1,8 m hohen Rückenlehne, der Ehrensitz (tara) für den Häuptling, der von dort aus die Zeremonien verfolgte. Evtl. gibt es weitere, niedrigere Sitze für andere Würdenträger.:8
Der Marae Mahina i te ata auf Takaroa war etwas aufwendiger konstruiert. Die Umgrenzung war aus sorgfältig behauenen Kalksteinplatten errichtet, die Plattform gepflastert und der Zeremonialhof mit Mauern unterteilt.:7 Abb. 4 Insoweit besteht eine gewisse Ähnlichkeit zu den Heiau auf Hawaii.
Zur Ausstattung der Marae gehörten vergängliche und daher nicht mehr erhaltene Zeremonialgegenstände: Ständer zur Präsentation der Opfergaben, Trommeln, Flechtmatten, Dekoration aus Pisonia- und Palmzweigen und Miniaturhäuser für sakrale Zwecke. Unter den Mare der Tuamotus gab es eine Rangordnung, man unterscheidet Distrikt-, Stammes- und (Groß-)Familienmarae. In der Regel ragte auf jeder Insel eine Anlage wegen ihrer Größe und sorgfältigen Bauweise heraus. Sie wurde für größere Feste und zum Aufbewahren der Schädel der geopferten Feinde benutzt. Bedeutende Anlagen waren mit einem Schildkrötenkult verbunden. Die Stammeshäuptlinge (ariki) identifizierten sich mit den von ihnen gestifteten Marae, bezogen ihr Prestige daraus und fungierten als oberste Priester.

### Austral-Inseln

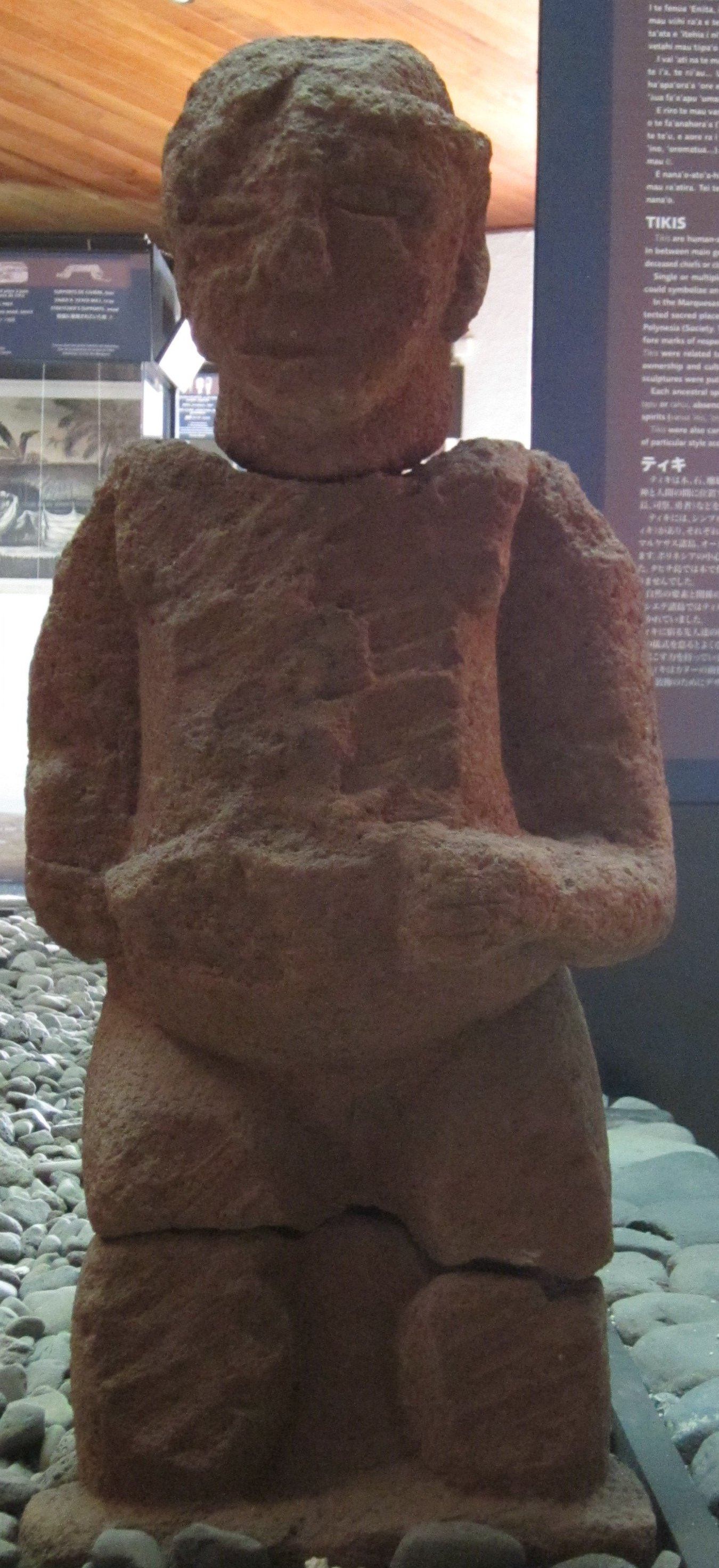
Steinstatue von einem Marae auf Raivavae

Von den Zeremonialbauten der Australinseln sind die Marae der Insel Raivavae durch die Expeditionen von John Stokes (1921) und Edmundo Edwards (1986–87) am besten archäologisch erforscht.
Der typische Marae von Raivavae bestand aus einem rechteckigen, mit bis zu 3 m hohen senkrechten Steintafeln eingehegten Zeremonialplatz, ähnlich einem gepflasterten Hof. Dahinter stand ein großes, ovales Haus, wahrscheinlich für rituelle Zwecke, das aus vergänglichen Materialien (Holz mit einem Dach aus Pandanusblättern) errichtet wurde. Zum Zeremonialplatz führte eine ebenfalls gepflasterte, zum Meer zeigende Prozessionsstraße, die von Stelen markiert wurde. Rechtwinklig zu dem Hof erhoben sich aus Hausteinen gesetzte Zeremonialplattformen in zwei bis vier übereinanderliegenden Stufen, auf denen eine oder mehrere Steinstatuen standen.
Raivavae gehört zu den wenigen polynesischen Inseln, deren Kultur monumentale Steinfiguren entwickelt hat. Die bis zu 2,5 m hohen Statuen aus vulkanischem Tuff oder Basalt waren – im Gegensatz zu denen der Osterinsel oder der Marquesas – oft weibliche Figuren, viele davon stellten hochschwangere Frauen dar.
Eine architektonische Besonderheit auf Raivavae war die abwechselnde Verwendung von rotem Tuff, schwarzem Basalt und grau-weißen Korallenblöcken für die verschiedenen Bauteile des Marae.

### Pitcairn
Die Marae der Insel Pitcairn sind aus Beschreibungen früher Besucher bekannt. Von späteren archäologischen Expeditionen konnten nur noch geringe Spuren der Anlagen gefunden werden. Katherine Routledge, die Pitcairn im August 1915 besuchte, berichtet von insgesamt drei Marae auf Pitcairn. Einer davon, von dem sie noch Überreste auffinden konnte, befand sich auf dem St. Paul’s Point an der Westküste, einer signifikanten Anhöhe, die die Bounty-Bay überragt. Sie beschreibt die Anlage als rechteckigen Erdhügel von 4 m Höhe, zu dem eine mit Rollkieseln verkleidete, ansteigende Rampe von 11 m Länge führte. Insoweit besteht eine gewisse Ähnlichkeit mit der Bauform der Osterinsel. Nach den Berichten der Bewohner sollen auf der Plattform ursprünglich drei Steinstatuen gestanden haben. Der Torso einer aus rötlichem Tuffstein grob gefertigten Statue ist erhalten, die Figur befindet sich heute im Otago-Museum, Dunedin, Neuseeland.
Ein Hinweis des belgischen Geschäftsmannes und Ethnologen Jacques-Antoine Moerenhout (1797–1879, Konsul in Valparaiso und Papeete) legt nahe, dass die Marae von Pitcairn möglicherweise auch zur Bestattung hochrangiger Personen genutzt wurden. Er berichtet, aus Gesprächen mit den Bewohnern von Pitcairn habe er erfahren, dass man im 18. Jahrhundert bei der Zerstörung der „heidnischen“ Kultplattform auf den St. Paul’s Point ein Skelett gefunden habe, dessen Schädel auf der Schale einer großen Perlenauster lag.